# 塞巴斯蒂安·普勒德爾
塞巴斯蒂安·普勒德爾（德語：Sebastian Prödl，1987年6月21日—）是一位奧地利足球運動員，司職後衛。此外普勒德爾亦代表奧地利國家足球隊出賽。

## 生平
塞巴斯蒂安·普勒德爾出生于奥地利格拉茨。

### 俱乐部
塞巴斯蒂安·普勒德爾在他家乡俱乐部的少年队里开始踢球，2002年他转到格拉茲風暴體育俱樂部。2006年12月9日他首次随格拉茨参加奧地利足球超級聯賽，并以0比1输给了馬特斯堡。五个月后，2007年5月9日他首次在奥地利超联比赛中为格拉茨进球。他的头球使得格拉茨最终以1比0战胜莱茵多夫亚塔奇体育俱乐部。在2007年至08年的赛季中塞巴斯蒂安·普勒德爾的正规成员之一，并在格拉茨获得参加欧洲足联国际托托杯的资格做出了重要贡献。
在2008年至09年的赛季中250万欧元的转换金转到德国雲達不萊梅。从2008年7月1日开始他正式加入不莱梅队。在第一轮德国足协杯比赛中他就已经上场。8月16日在对比勒費爾德的比赛中他首次在德甲出场。

### 国家队
2007年5月30日普勒德爾首次作为奧地利國家足球隊成员参加对蘇格蘭足球代表隊的友好比赛。
2007年6月和7月他作为奥地利20岁以下国家队的队长在加拿大参加2007年世界青年足球錦標賽。奥地利队赢得第四名。由于他在比赛中的成绩被《米蘭體育報》选入该比赛的明星队。他在所有八场比赛中均从头到尾在场上，并射入一球。